# Tadeusz Hanausek
Tadeusz Józef Hanausek (ur. 28 stycznia 1931 w Krakowie, zm. 15 kwietnia 2002 tamże) – polski prawnik, profesor kryminalistyki, sekretarz PZPR Wydziału Prawa i Administracji Uniwersytetu Jagiellońskiego, wieloletni I sekretarz Komitetu Uczelnianego PZPR Uniwersytetu Jagiellońskiego.
Uczeń Władysława Woltera.

## Życiorys
Był uczniem państwowego Gimnazjum św. Jacka w Krakowie gdzie zdał maturę w 1949 r. Następnie podjął studia na Wydziale Prawa i Administracji Uniwersytetu Jagiellońskiego, które ukończył w 1953. Jako magister prawa ukończył aplikację prokuratorską i został mianowany asesorem prokuratury w Nowej Hucie. W 1957 podjął pracę w charakterze asystenta w katedrze prawa karnego na macierzystej uczelni. Trzy lata później otrzymał tytuł doktora nauk prawnych i stanowisko adiunkta. Habilitacja w zakresie prawa karnego w 1966. W tym samym roku na stanowisku docenta. Po śmierci prof. dra Jana Sehna objął na prawie 35 lat kierownictwo ówczesnego Zakładu, a później Katedry Kryminalistyki UJ. W roku 1975 uzyskał tytuł profesora nadzwyczajnego, a w 1980 zwyczajnego w zakresie kryminalistyki. W latach 1975–1978 dziekan Wydziału Prawa. Odbywał staże naukowe na Uniwersytecie Karola w Pradze.
Do śmierci prowadził wykłady z kryminalistyki dla studentów prawa. Wychowawca wielu pokoleń polskich kryminalistyków.
Pochowany w alei zasłużonych na cmentarzu Rakowickim w Krakowie (kwatera LXIX pas B-2-18).

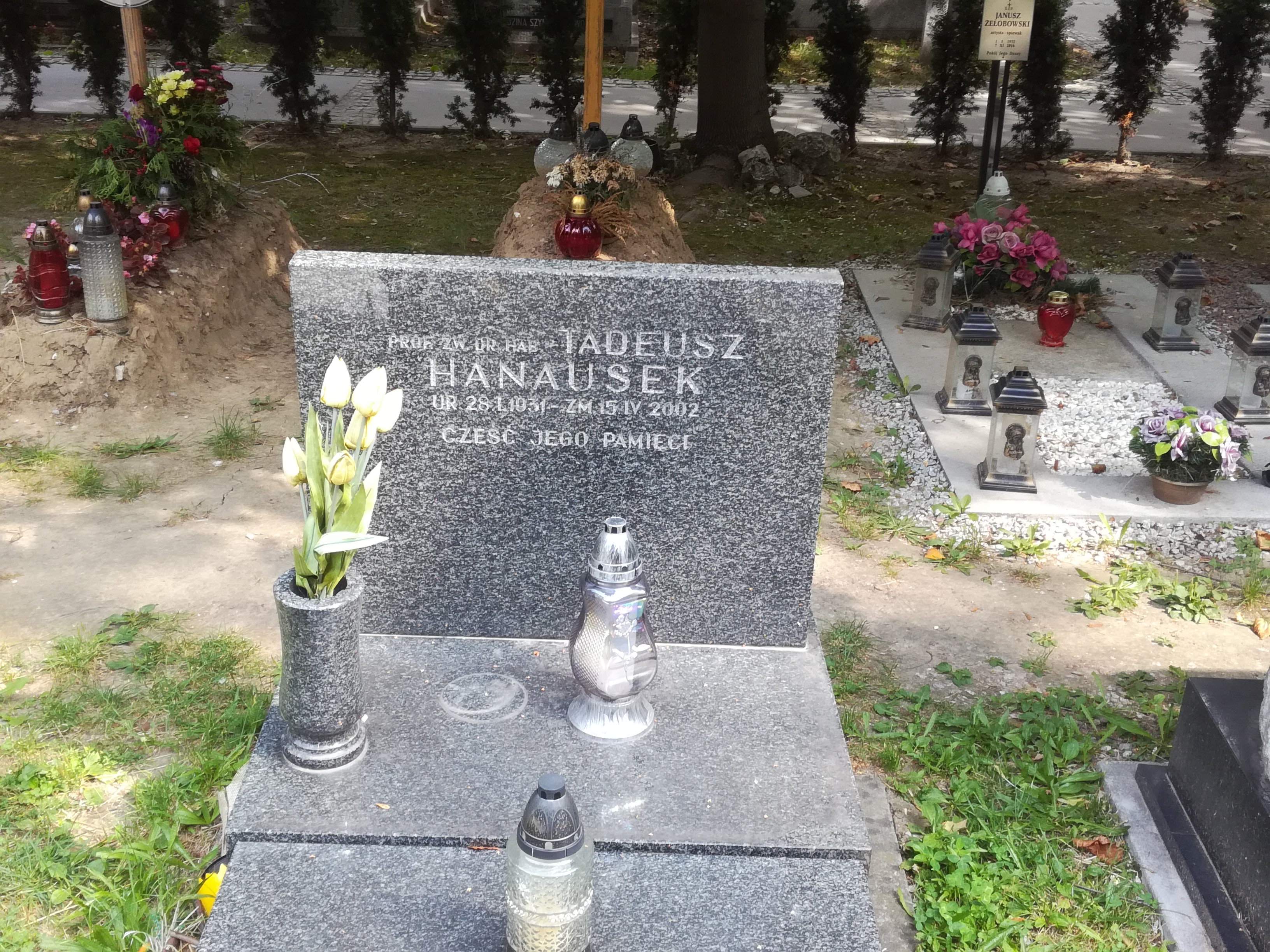
Grób prof. Tadeusza Hanauska na cmentarzu Rakowickim

## Wybrany dorobek naukowy
- Przemoc jako forma działania przestępczego (1966)
- Kryminalistyka - zagadnienia wybrane (współautor, 1971)
- Zgwałcenie (współautor, 1976)
- Narkomania - studium kryminologiczno-kryminalistyczne (współautor, 1976)
- Zarys kryminalistycznej teorii wykrywania (t. I 1978, t. II 1987)
- Prywatny detektyw: przewodnik zawodu (1992)
- Kryminalistyka: zarys wykładu (1996, 5 wyd. 2005)
- Zarys taktyki kryminalistycznej (1994)
- Ustawa o policji: komentarz (1996)
- Kryminologiczne i kryminalistyczne problemy zabójstw z lubieżności (współautor, 1995)
- Ustawa o ochronie osób i mienia: komentarz (1998)